# 安美村
安美村是中華民國金門縣金寧鄉的一個村莊，北連古寧村，東北臨海，東與后盤村相鄰，東南與盤山村相連，西南為湖埔村，有西浦頭、山灶、安岐、東堡、西堡、中堡、湖南七個居民點，人口約四千人。

## 歷史
明隆慶二年（1568年）始隸同安縣祥鳳里十九都，清道光十六年（1836年）設古湖保，民國四十二年（1953年）設金寧鄉，東堡、西堡、中堡、湖南合為一村，以東堡、西堡、中堡之古名湖尾雅化為湖美村，西浦頭、山灶、安岐、東堡設安浦村，民國五十四年（1965年）9月湖美村和安浦村合為安美村。